# Fahad Al-Farhan
Fahad Abdulrahman Al-Farhan (ar. فهد عبدالرحمن الفرحان; ur. 1 stycznia 1955) – kuwejcki judoka. Dwukrotny olimpijczyk. Zajął dziewiąte miejsce w Moskwie 1980 i dziewiętnaste w Montrealu 1976. Walczył w wadze lekkiej i półśredniej.
Uczestnik mistrzostw świata w 1979 roku.

## Letnie Igrzyska Olimpijskie 1976
| Konkurencja | Eliminacje            | Klas. końcowa |
| Konkurencja | Przeciwnik I          | Miejsce       |
| ----------- | --------------------- | ------------- |
| 70 kg       | Vass Morrison (GBR) P | 19.           |

## Letnie Igrzyska Olimpijskie 1980
| Konkurencja | Eliminacje         | Repasaże               | Klas. końcowa |
| Konkurencja | Przeciwnik I       | Przeciwnik I           | Miejsce       |
| ----------- | ------------------ | ---------------------- | ------------- |
| 71 kg       | Ezio Gamba (ITA) P | Christian Dyot (FRA) P | 9.            |